# Hans von Dehn-Rothfelser
Hans Dehn(e), ab 1549 Hans von Dehn-Rothfelser, auch Dehn-Rotfelser, eigentlich Dehn(e) der Rothfelser (* 1500 in Wittenberg (?); † 13. Juni 1561 in Dresden), war ein sächsischer Hofbeamter und Bauintendant der Renaissance.

## Leben

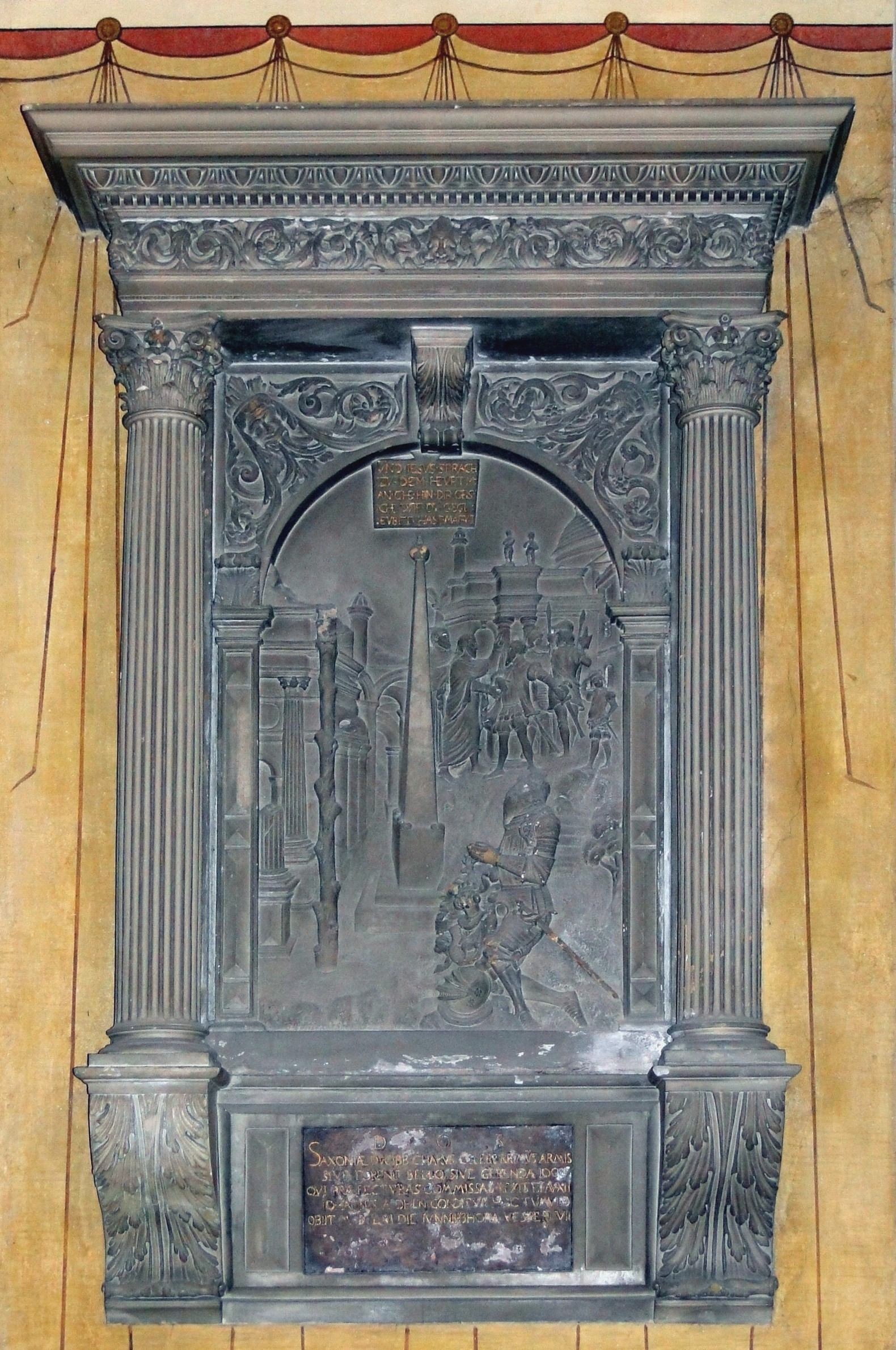
Epitaph für Hans von Dehn-Rothfelser in der Himmelfahrtskirche Leuben

Der Sohn des kurfürstlich-sächsischen Geheimrats Friedrich Dehn-Rothfelser wurde höfisch und wissenschaftlich erzogen und lebte seit den 1530er Jahren als Verwaltungsbeamter am Dresdner Hof des sächsischen Herzogs Georg des Bärtigen.
Dehn-Rothfelser erregte bald durch seine Kenntnisse der „ritterlichen Künste“ und die erfolgreiche Teilnahme an Schauturnieren Aufsehen und wurde 1539 zum Waffen- und Oberrüstmeister des sächsischen Hofes und 1541 zum Forstmeister ernannt. Danach war er Amtmann im Meißnischen Kreis, so in Radeberg (ab 1543), Senftenberg und Laußnitz. Ab 1547 führte er den Titel eines „Oberbaumeisters“. 1548 reiste er nach Kopenhagen, wo ihn König Christian III. an seinen Hof binden wollte. Dehn-Rothfelser kehrte aber 1549 wieder nach Sachsen zurück. 1549 wurde er durch Kaiser Karl V. in den Adelsstand erhoben.
In den frühen 1550er Jahren kaufte er vom sächsischen Kurfürsten Moritz die Rittergüter Schönfeld und Helfenberg östlich von Dresden. Zu dieser Zeit war er Befehlshaber der Harnischkammer, Prüfer der Wildschäden in den fürstlichen Wäldern und Oberbauaufseher (Bauintendant) kurfürstlicher Bauten.
Dehn-Rothfelser starb 1561 in Dresden und wurde in der dortigen Frauenkirche begraben. Sein Epitaph wurde nach dem Abriss der alten Frauenkirche 1722 auf den Friedhof des Dorfes Leuben übertragen, dort zunächst eingemauert und erst 1876 wiederentdeckt. Heute ist es in der Leubener Himmelfahrtskirche zu sehen.
Dehn-Rothfelser hatte sieben Söhne und ebenso viele Töchter. Sein Sohn Hans der Jüngere (* 1537) war Dompropst zu Meißen und später Kanzler in Livland.
Ein späterer Nachfahre war der deutsche Architekt Heinrich von Dehn-Rotfelser (1825–1885).

## Werk

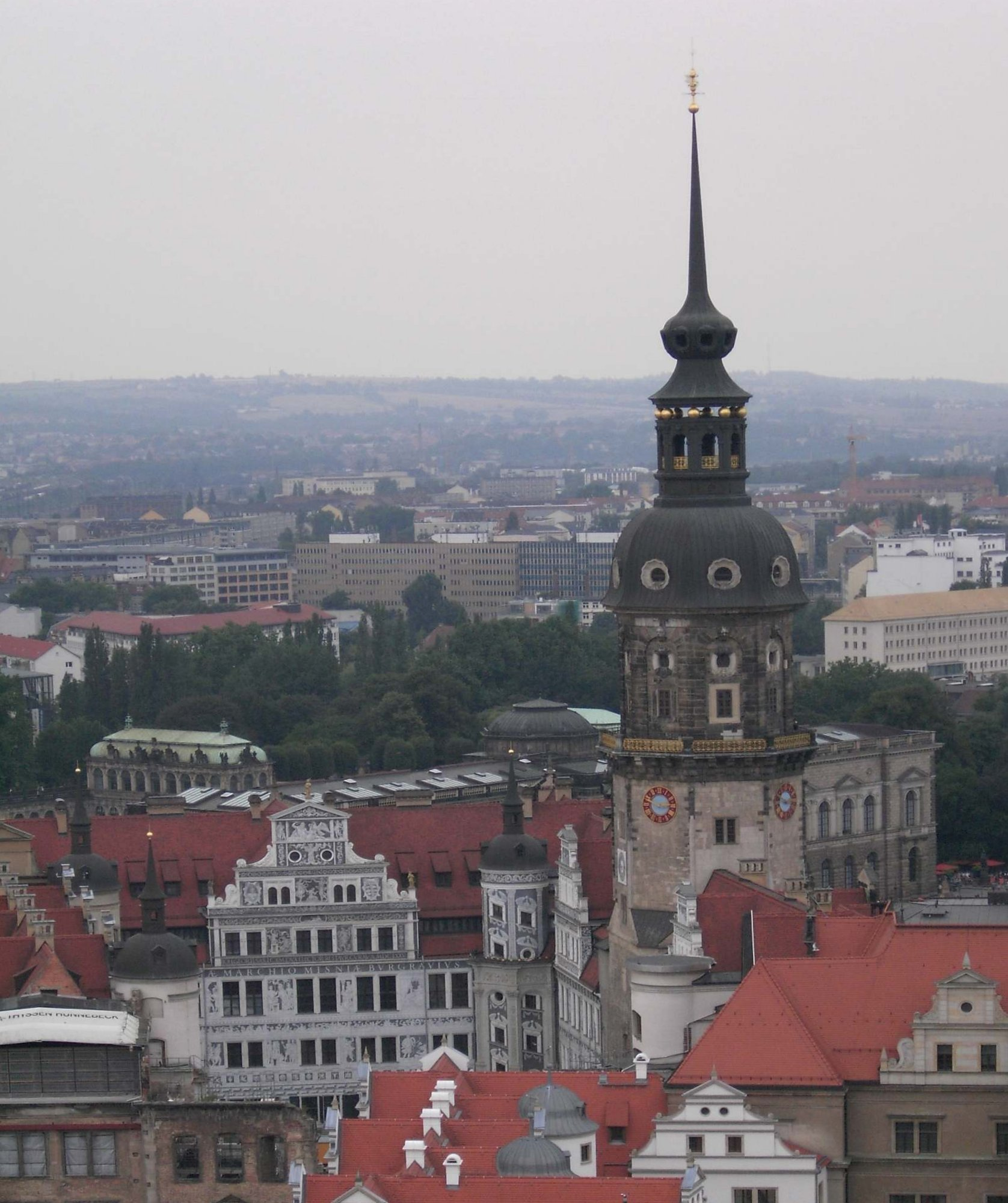
Blick von der Frauenkirche in den Innenhof des Residenzschlosses

Dehn-Rothfelser galt jahrhundertelang als einer der Erbauer des Georgenbaus des Dresdner Residenzschlosses und anderer kurfürstlicher Schlösser. Daher galt er als ein bedeutender Baumeister der deutschen Frührenaissance.
Richard Steche wies 1877 in einer Dissertation jedoch nach, dass Dehn-Rothfelsers Funktion bei der Errichtung dieser Bauten in der Organisation und Bauaufsicht lag. Es ist jedoch möglich und wäre für die Zeit der Renaissance nicht ungewöhnlich, dass die Baumeister durch den umfassend gebildeten Intendanten Dehn-Rothfelser künstlerische Anregungen erfuhren.
Die Bauleitung hatte Dehn-Rothfelser beim Um- und Neubau des Dresdner Residenzschlosses (mit dem Großen Schlosshof, der Geheimen Verwahrung, dem später Grünes Gewölbe genannten Trakt und der Schlosskapelle) inne. In den Jahren 1542–1546 leitete er die Bauarbeiten beim Jagdhaus in Moritzburg (dem Vorgängerbau des heutigen Lustschlosses Hubertusburg), von 1543 bis 1546 im Auftrag von Herzog Moritz von Sachsen den Umbau der Burg Radeberg zum Jagdschloss Klippenstein, ab 1543 den Umbau von Schloss Senftenberg, ab 1555 den Umbau seiner eigenen Burg Schönfeld zu einem Schloss, 1554–1558 den Bau von Jagdschloss Grillenburg bei Tharandt. Unter ihm waren Baumeister wie Caspar Vogt von Wierandt, Bastian Kramer, Hans Kramer und Paul Buchner tätig.
Für den völligen Neubau der Festungsbauwerke um Dresden unter Herzog Moritz und seinem Nachfolger Kurfürst August wird eine weitergehende gestalterische Verantwortung Dehn-Rothfelsers als bei den Schlossbauten angenommen.